# 红气球 (1956年电影)
《红气球》（法語：Le ballon rouge）是一部1956年法国奇幻喜剧短故事片，由艾尔伯特·拉摩里斯自编自导自制。 这个短短三十五分钟的短片是在巴黎的梅尼蒙当街区拍摄的。电影讲述了一个小男孩与一个有感觉的、沉默的红色气球的冒险故事。拉摩里斯的孩子们担任了电影的演员，他的儿子帕斯克扮演主角，他的女儿萨宾扮演了一个小女孩。
这部电影赢得了无数奖项，包括拉摩里斯1956年获得的奥斯卡最佳原创剧本奖，1956年戛纳电影节获得的短片金棕榈奖，该片也受到儿童和教育工作者的欢迎。这也是唯一一部获得奥斯卡最佳原创剧本奖并获得除最佳动态短片之外的所有提名的短片。

## 剧情简介
影片讲述的是男孩帕斯克（帕斯克·拉摩里斯饰）在上学路上，遇见了一个充满氦气的红色气球。在他与气球玩耍时，他发现气球有它自己的感受与意愿。男孩走到哪里气球就跟到哪里，妈妈不让它进公寓的时候，它就漂浮在男孩卧室的窗外。
气球跟着帕斯克穿过一条条街道，这引起了人们的关注和羡慕。有一次气球进入了他的教室，同学们纷纷骚动起来，噪音传到了校长耳朵里，他把帕斯克锁在办公室里。帕斯克被释放后，他与气球遇到了一个小女孩（萨宾•拉摩里斯饰），她带着一个似乎和红气球一样也有自己想法的蓝气球。
一天，帕斯克和他的妈妈要去教堂，因此他们让气球呆在家里，但是它跟着他们从敞开的窗户进入了教堂，于是他们被一个执事满是斥责地带了出来。
帕斯克和气球在附近闲逛时，遇到了一群年纪较大的男孩，他们嫉妒他的红气球，并趁帕斯克在面包店里的时候偷走了它，但是他设法找回了它。男孩们在狭窄的小巷里追了一阵之后，最后还是抓住了气球，并用石头砸它，最后用脚把它踩爆了。
影片结束时，巴黎所有的气球都来飞到帕斯克的身边，带着他飞向了城市的上空。

## 主题
由于这部电影是在二战后的巴黎拍摄的，因此它在场面调度上非常灰暗，给人一种令人沮丧的氛围。相对而言，气球的鲜艳色彩充当了电影中希望和光明的象征。电影结束场景中，成群飞向天空的气球，也代表了一种宗教或是精神上的类比。例如，当红气球被摧毁时，它的“精神”依旧存在，它被传递到城市中其他的气球那里，这也可以说是对基督的一种比喻。影片中还有着关于自我价值的实现、关于孤独等主题。
纯真的主题是永恒的，也是电影的主要焦点之一。通过一个孩子的视角，一个愤世嫉俗的世界变成了一个奇妙的世界，这体现了孩子们的纯真无暇、富有想象力。
此外，迈尔斯·P·布林等作家认为这部电影具有富有诗意的主题与风格。电影理论家克里斯蒂安·梅茨说过，“诗歌没有故事情节，作者和读者之间也没有任何隔阂”。因此，这部电影被布林归类为电影诗，一部分也是因为其松散的非叙事结构。

## 电影制作
这部影片纪录了巴黎貝爾維爾地区的彩色画面，貝爾維爾在20世纪60年代开始走向衰落，巴黎政府为清理贫民窟对其进行了拆整，一些场地施行了住房建设计划，其余的地方在之后的20年里一直保持着废墟状态。电影场景中的一些地方，像面包店，帕斯克找到气球的台阶，以及发生打斗的空地，如今已不存在了，取而代之的是貝爾維爾公園。只有教堂还在那里。
艾尔伯特·拉摩里斯（Albert Lamorrise）曾在高級電影研究學院（IDHEC）做过审计员，因此电影的制作人员基本由高級電影研究學院的毕业生组成。

## 电影发行
该片于1956年10月19日在法国全国首映并开幕；它于1956年12月23日在英国发行（该片作为1956年的皇家电影《血拼大西洋》的加映片得到了广泛的传播），并于1957年3月11日在美国发行。
例如威斯康星国际儿童电影节、洛杉矶同性恋主题电影节、威斯康星电影节等节日都有播放映该电影的传统。
这部电影于1961年4月2日在美国首映，作为CBS 独立单元剧的其中一集，由演员罗纳德·里根进行介绍

### 評價
自电影1956年首映以来，该片受到了影评人广泛的压倒性好评。《纽约时报》的影评人博斯利·克劳瑟对电影剧情与导演赞不绝口，他如是称道，“拉摩里斯通过与儿子的默契合作，利用灰蓝色巴黎老城区作为红气球的背景，创造了这部关于童真的温柔而不失幽默的电影，电影也象征了关于梦想与残忍现实的辛酸主题。”
当这部电影于2006年底由美国剑锋影业再度发行时，《娱乐周刊》的影评人欧文·格雷伯曼赞扬电影的导演和叙事风格，电影使他回忆起自己的童年，他写道：“无论什么时候看这部电影，它都比其他儿童电影更能让我感到自己回到了童年，看这部电影就是为这不现实的幸福而满怀欣喜与悲伤。”
爛番茄顯示，在該片收到的24条專業影评裡，96%的影評人给予正面评价。

### 获奖情况
- 路易·德呂克獎：路易德吕克奖；艾尔伯特·拉摩里斯，1956。[13]
- 戛纳电影节: 短片金棕榈奖；最佳短片，艾尔伯特·拉摩里斯，1956。[14]
- 英国电影和电视艺术学院:英国电影和电视艺术学院奖；特别奖，法国，1957。[15]
- 奥斯卡金像奖：奥斯卡；奥斯卡最佳原创剧本奖，艾尔伯特·拉摩里斯，1957。[16]
- 國家評論協會: 美国国家评论协会奖；最佳外语片，1957。[17]

## 影响作品
1960年，拉摩里斯发行了他的第二部电影《天空中的偷渡者》 ，该片也由帕斯卡主演，并且是《红气球》的精神续作。
安东尼·克拉克改编的舞台剧于1996年在皇家国家剧院上演。
达米恩·查泽雷2016年的音乐电影《樂來越愛你》中出现了一个带着鲜红色气球的男孩。

## 周边产品

### 家庭媒体
这部电影于1984年由 Embassy Home Entertainment 在 VHS 上发行。该片的镭射影碟于1986年作为标准收藏版发行，由 Criterion、Janus Films 和 Voyager Press 制作。影碟还包括了拉摩里斯获奖短片《白鬃野马》（1953）。电影的 DVD 版本于2008年推出，2010年1月18日在英国发行了电影的藍光光碟，并且该版本已被确认是全区的。

### 相关书籍
一本与电影相配的书由双日出版社（现为企鹅兰登书屋）于1957年首次出版，该书引用了电影中的剧照，并附以散文。该书备受赞誉，获得了《纽约时报》年度最佳儿童图书奖，艾尔伯特·拉摩里斯被认为是该书的唯一作者。